# 20th Century Fox World (Dubai)
20th Century Fox World es un parque temático planeado en Dubái, Emiratos Árabes Unidos. El parque tiene atracciones características basadas en varias franquicias de películas y televisión propiedad de Fox, tales como Alien, películas de Blue Sky Studios, Padre de Familia, Los Simpson, El planeta de los simios y Anastasia. La construcción del parque se encuentra actualmente paralizada de forma indefinida.

## Desarrollo
20th Century Fox World fue anunciado el 3 de noviembre de 2015, por la 20th Century Fox y Al Ahli Holding Group con acuerdo de licencia y construcción de un parque temático con una inversión de $850 millones de dólares, mientras 20th Century Fox World en Malasia ya estaba en desarrollo. Algunas franquicias exitosas de la 20th Century Fox como Alien, El planeta de los simios, Ice Age o Los Simpson contarían con áreas temáticas de gran tamaño.
El 29 de abril de 2018, el parque pasó a suspender su construcción por Al Ahli Group por medio de su CEO Mohammed Khammas, debido a una alta demanda de parque temáticos en la ciudad.  La adquisición de 20th Century Fox por Disney hizo más remotas las posibilidades de reanudar el proyecto. [cita requerida]

### Lista de franquicias presentes en el parque
- Los Simpson
- Futurama
- El libro de la vida
- Ice Age
- Rio
- Alien
- Planet of the Apes
- Una noche en el museo
- Sons of Anarchy